# Gummi
In der Botanik werden als Gummi (das, Mehrzahl Gummen, lateinisch cummi und griechisch κόμμι kómmi, koptisch ⲕⲟⲙⲙⲓ, das auf altägyptisch ḳmj.t zurückgeht) bestimmte Pflanzensäfte (Exsudate) bezeichnet, die aus verletzten Stellen austreten. Diese Dispersionen enthalten diverse Heteropolysaccharide und andere Stoffe, die an der Luft mehr oder weniger elastisch erhärten und in Verbindung mit Wasser klebrige Lösungen bilden.
Exsudate, die neben dem tendenziell wasserlöslichen Gummi auch tendenziell alkohollösliche Naturharze und wenig Ätherische Öle enthalten, werden Gummiharze genannt.
In der Natur dient Gummi dem Schutz des Baumes, denn es dichtet verletzte Stellen vor Krankheitsbefall ab. Beispiele für Gummen sind Gummi arabicum (Harz afrikanischer Akazienarten), Traganth und Karayagummi. Einige Gummen werden als Emulgatoren oder Verdickungsmittel für Lebensmittel oder Kosmetika verwendet. Der aus Latex gewonnene Naturkautschuk wird gelegentlich Gummi elasticum genannt, ist jedoch weder im Sinne der Botanik noch im Sinne der Technik ein Gummi.
In der Technik werden als Gummi (der, Mehrzahl Gummis) die Vulkanisate von Natur- und Synthesekautschuken bezeichnet. Durch Vulkanisation entstehen elastische und relativ strapazierfähige (Weich-)Gummis, die Elastomere. Ein sehr hoher Vulkanisationsgrad von Kautschuken führt jedoch zu Duroplasten. Diese nichtelastischen, starren Stoffe werden gelegentlich als Hartgummis oder Ebonite bezeichnet. Der erste wirtschaftlich nutzbare Synthesekautschuk war der Styrol-Butadien-Kautschuk. Andere wirtschaftlich wichtige Synthesekautschuke sind beispielsweise Butadien-Kautschuk (BR), Acrylnitril-Butadien-Kautschuk (NBR), Butylkautschuk (IIR), Ethylen-Propylen-Dien-Kautschuk (EPDM), Chloropren-Kautschuk (CR) und Polyisopren-Kautschuk (IR).

## Gummi als Werkstoff
Gummis als industriell gefertigte Elastomere sind grundsätzlich vulkanisiert. Unvulkanisierte Kautschuke sind in der Regel Thermoplaste. Einige Synthesekautschuke werden auch für die Herstellung von thermoelastischen Kunststoffen verwendet. Rohe Naturkautschuke sind zähelastische, amorphe, sich selbst verklebende Materialien und als Werkstoff praktisch unbrauchbar. Auf dem klassischen Weg werden die Makromoleküle der Kautschuke durch Zusatz von Schwefel unter Druck und Hitze untereinander kovalent vernetzt. Die Besonderheit eines Gummis besteht darin, dass es unter Zuglast dehnbar ist und ohne Last in seine ursprüngliche Form zurückkehrt. Unterhalb der thermischen Zersetzung lassen sich Gummis nicht durch Schmelzen verformen. Die Formgebung geschieht daher vor oder im Verlauf der Vulkanisation. Gefriert Gummi, ist es glashart und bricht bei Belastung spröde.
Zur Verbesserung der Eigenschaften und der Verarbeitbarkeit werden Kautschuke oft als Mischungen eingesetzt und mit Zusatzstoffen versetzt. Beispielsweise werden Vulkanisationsbeschleuniger und -verzögerer, Farbstoffe, Füllstoffe und Alterungsschutzmittel (Antioxidantien, Ozonschutzmittel) hinzugefügt. Autoreifen werden mit dafür hergestelltem Ruß (zur Verbesserung von Abriebverhalten, Reißfestigkeit und Lichtbeständigkeit) gemischt. Daraus resultiert die schwarze Färbung. Im Verlauf der Vulkanisation lassen sich Kautschuke durch Treibmittel auch aufschäumen.

## Weitere Verwendungen
Elastomere werden in vielen Bereichen eingesetzt. Dazu gehören Autoreifen, Treibriemen, Fördergurte, O-Ringe, Gummistiefel, Schuhsohlen, spezielle Schutzkleidungen und Handschuhe, Gummibänder und Radiergummis. Schaumgummis werden als Vibrationsdämpfer und zur Wärme- und Schalldämmung verwendet.

## Alterung
Im Verlauf der Zeit altern Werkstoffe und Gebrauchsgegenstände aus Gummi. Ursächlich dafür ist die Einwirkung von Sauerstoff, Wärme, Ozon, Licht oder auch mechanische Beanspruchung. Um Alterungsvorgänge zu verlangsamen, werden Alterungsschutzmittel wie beispielsweise Phenylendiamine oder Phenole zugesetzt.

## Umgangssprachliche Bedeutungen des Begriffs
„Gummi“ hat auch spezielle umgangssprachliche Bedeutungen:
- Gummi als Synonym für Gummiband.
- Gummi als Synonym für Harz bzw. Sammelbezeichnung für Gummiharz bzw. Naturharz sowie Gummilack.[8]
- Gummi als Kurzform für Haargummi.
- Gummi als Synonym für Kondom.
- „Gib Gummi!“ = sinnloses Gasgeben – also dafür sorgen, dass ein möglichst dicker schwarzer Strich (Gummiabrieb) auf der Straße liegen bleibt, bzw. wird hier umgangssprachlich „beeile dich“ gemeint.
- „Gummi spielen“ meinen Kinder in einer Verkürzung, wenn sie Gummitwist spielen möchten.
- „Gummi“ bzw. „Bürogummi“ als deutschschweizerische Scherzbezeichnung für „Büromitarbeiter“, von französisch commis ‚kaufmännischer Angestellter, Handlungsgehilfe‘.
- „Gummianzug“, z. B. als Fetischkleidung, Wassersport- oder Schutzanzug, meist auch fälschlicherweise als Synonym für vergleichbare Kleidungsstücke aus Neopren, PVC oder PE-beschichteten Materialien verwendet.
- Der Gummibär (und andere Gummibonbons) werden nicht aus Kautschuk, sondern aus genießbaren Verdickungsmitteln mit gummiartigen Eigenschaften, z. B. Gelatine, modifizierter Stärke oder Gummi arabicum, hergestellt.
- „Gummiboot“ als Synonym für Schlauchboot (obwohl es heute oft aus Weich-PVC besteht).
- „Gummihose“, z. B. als Fetischkleidung (Gummifetischismus), als Hose für Angler (Wathose) oder als wasserdichte Windelhose, meist auch fälschlicherweise synonym für vergleichbare Höschen aus PVC oder PE-beschichteten Materialien verwendet.
- „Radiergummi“, ein besonders formulierter Gummi, mit dem Bleistift- oder Tintenstriche von Papier und anderen Trägermedien entfernt werden können.